# Synchlora pulchrifimbria
Synchlora pulchrifimbria là một loài bướm đêm trong họ Geometridae.